# 56 Большой Медведицы
56 Большой Медведицы (лат. 56 Ursae Majoris), HD 98839 — двойная звезда в созвездии Большой Медведицы на расстоянии приблизительно 555 световых лет (около 170 парсеков) от Солнца. Видимая звёздная величина звезды — +5,03m. Орбитальный период — около 16460 суток (45 лет).

## Характеристики
Первый компонент — жёлтый гигант спектрального класса G7IIIBa0,3. Радиус — около 18,88 солнечных, светимость — около 323,05 солнечных. Эффективная температура — около 5088 К.